# 包宜妃
包宜妃（？—1550年），名失考，錦衣衛親軍指揮使包逵之女，明朝明世宗朱厚熜之妃。

## 生平
包氏的出生時間不詳。嘉靖二年（1523年）八月，包氏被選入內庭。嘉靖二十九年（1550年）三月初二日，「未封妃」包氏薨逝，追封為宜妃，喪祭如皇妃禮。嘉靖三十年（1551年）六月二十四日，奉命挑選已故何睦妃墓地的禮部左侍郎程文德表示金山一帶的墓地已無剩餘，考慮到嘉靖帝之前曾經下旨稱包宜妃與陳靜妃的去世時間相近，可以合葬於同一墓地，而且成化帝諸妃皆合葬於同一墓地，既節省民力，又體現仁愛之言，於是認為何睦妃應與包宜妃、陳靜妃合葬。嘉靖帝認同此方案，還特別下旨稱：「祖宗成法當守，王制亦當遵。古世婦御妻數俱用九，其自今以九妃同墓，共一享殿，而中為七室，所司如諭奉行」。最終，包宜妃與陳靜妃、何睦妃、王麗妃、褚晏妃、張常妃、王莊妃、高和妃、彭安妃於金山合葬同一墓，葬地位於西山紅石口。
嘉靖三十六年（1557年）六月初四日，賜包宜妃之母、故錦衣衛親軍指揮使包逵之妻蔣氏祭一壇。隆慶三年（1569年）九月初九日，明世宗懿妃趙氏薨逝，明穆宗命「治喪禮儀殺宜妃包氏三之二」。
根據徐學謨撰《海隅集》所收錄的《題宜妃母蔣氏賜祭疏》，錦衣衛親軍指揮使司帶俸指揮僉事包琦，曾在奏摺中提及他已故的嬸母蔣氏所出之女包氏於嘉靖二年八月，「選入內庭，荷蒙天寵，冊封宜妃」。蔣氏於嘉靖三十五年（1556年）十一月，中疾而亡，「即今停喪暴露，無力厝安」，希望可以蒙聖恩賜給祭葬。